# Familia Rothschild
La familia Rothschild, también conocida como Casa Rothschild o simplemente «los Rothschild» (en AFI: /ˈroːtʃɪlt/), es una dinastía europea de origen judeoalemán, algunos de cuyos integrantes fundaron bancos e instituciones financieras a finales del siglo XVIII y que acabó convirtiéndose, a partir del siglo XIX, en uno de los más influyentes linajes de banqueros y financieros del mundo.
A cinco hermanos de la rama austríaca de la familia se les otorgaron baronías hereditarias del Imperio de los Habsburgo por el emperador Francisco I de Austria en 1816. La rama británica de la familia fue elevada a la nobleza por la reina Victoria.
Durante más de dos siglos, la familia Rothschild ha sido frecuentemente objeto de diversas teorías conspirativas, a menudo de origen antisemita.

## Orígenes de la familia

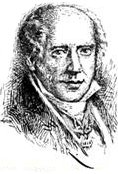
Mayer Amschel Rothschild (1744-1812).

En 1743, Amschel Moses Bauer, orfebre de profesión, que completaba sus ingresos ejerciendo de cambista, abrió una tienda de monedas en el gueto judío de Fráncfort del Meno, en Alemania. Sobre la puerta de entrada de su casa, cuya planta baja quedaba reservada para el negocio y el resto para la familia, colgó un cartel en el que se representaba un águila romana en un escudo rojo. La tienda llegó a ser conocida como la tienda del «escudo rojo», en alemán Rothschild —Rot ('rojo') y Schild ('escudo')—; con el tiempo, esta palabra pasó a convertirse en su patronímico. El ascenso a la prominencia europea de la familia comenzó con Mayer Amschel Rothschild, fundador de esta dinastía, hijo de Amschel Moses. En la década de 1760, el joven Mayer Amschel estableció sus actividades en Fráncfort, negociando con monedas y billetes. En 1769 fue representante de la Corte de Guillermo I en Hanau y en 1784 compró una gran casa en la Judengasse ('callejón de los judíos'), donde fue a vivir junto a su esposa Gutle y sus diez hijos. La propiedad fue conocida como la Casa del Escudo Rojo; allí, sus cinco hijos varones crecieron y aprendieron las habilidades que les permitieron[cita requerida] convertirse en banqueros de monarcas y gobiernos europeos y, posteriormente, establecer el negocio de la Banca Rothschild en toda Europa.

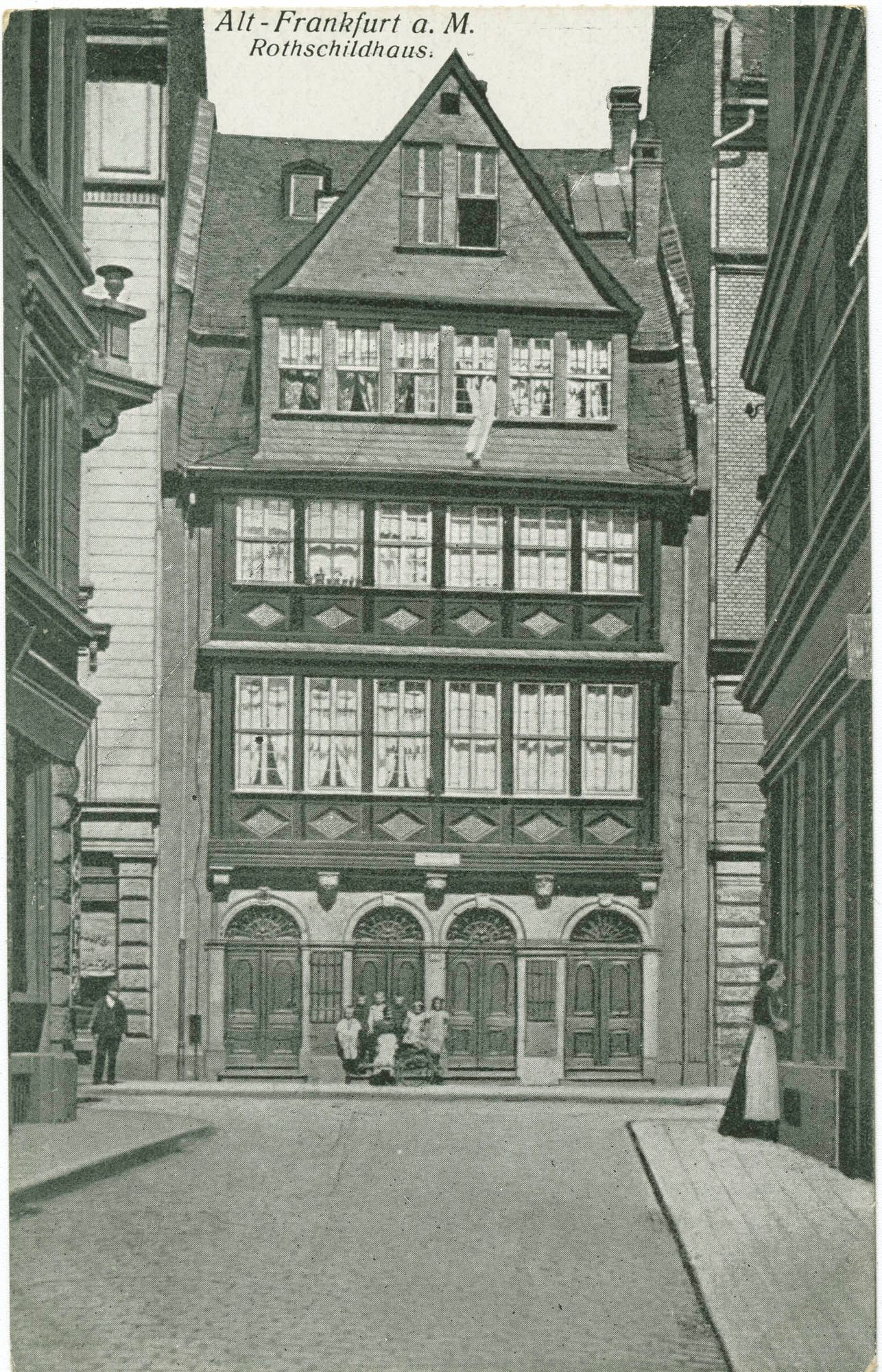
Casa Rothschild en Judengasse ('Pasaje de los judíos') de Fráncfort.

En 1798, a la edad de veintidós años, Nathan Mayer Rothschild salió de la casa de su padre para instalarse en Inglaterra, primero en Mánchester, donde se estableció como comerciante textil de gran reputación. En 1809, Nathan cambió su sede a la ciudad de Londres y comenzó a desarrollar la actividad bancaria, la negociación de letras de cambio y la organización de préstamos extranjeros. Su mayor emprendimiento llegó en 1814, cuando el Gobierno británico les encargó a él y sus hermanos obtener los medios financieros para ayudar a derrotar a Napoleón.

### Guerras napoleónicas
Los Rothschild ya poseían una fortuna significativa antes del comienzo de las Guerras Napoleónicas (1803-1815), y la familia había ganado preeminencia en el comercio de lingotes en ese momento. Desde Londres en 1813 hasta 1815, Nathan Mayer Rothschild jugó un papel decisivo en la financiación casi por sí solo del esfuerzo de guerra británico, organizando el envío de lingotes a los ejércitos del duque de Wellington en toda Europa, así como organizando el pago de los subsidios financieros británicos a sus países continentales aliados. Solo en 1815, los Rothschild proporcionaron £ 9,8 millones (en moneda de 1815, que es aproximadamente £ 566 millones, € 717 millones o US $ 869 millones en la actualidad, cuando se usa el índice de precios minoristas, y 6,58 mil millones. cuando se utilizan los ingresos medios) en préstamos de subvención a los aliados continentales de Gran Bretaña.
La red familiar permitió a Nathan recibir en Londres la noticia de la victoria de Wellington en la batalla de Waterloo un día antes que los mensajeros oficiales del gobierno. La primera preocupación de Rothschild en esta ocasión no fue la potencial ventaja financiera en el mercado que el conocimiento le habría dado; él y su mensajero llevaron inmediatamente la noticia al gobierno. La versión de que usara las noticias para obtener ventajas financieras fue una ficción que luego se repitió en versiones populares posteriores, como la de Morton. La base del movimiento más famoso y rentable de los Rothschild se estableció después de que se hiciera pública la noticia de la victoria británica. Nathan Rothschild calculó que la futura reducción en el endeudamiento del gobierno provocada por la paz crearía un rebote en los bonos del gobierno británico después de una estabilización de dos años, lo que finalizaría la reestructuración de la economía nacional de la posguerra. En lo que ha sido descrito como uno de los movimientos más audaces en la historia financiera, Nathan compró inmediatamente el mercado de bonos del gobierno, por lo que en ese momento parecía un precio excesivamente alto, antes de esperar dos años y luego vender los bonos en la cima de un rebote corto en el mercado en 1817 con una ganancia del 40%. Dado el gran poder de influencia que la familia Rothschild tenía a su disposición, esta ganancia fue una suma enorme.
Nathan Mayer Rothschild comenzó su negocio en Mánchester en 1806 y lo trasladó gradualmente a Londres, donde en 1809 adquirió la ubicación en 2 New Court en St. Swithin's Lane, City de Londres, donde opera hoy; fundó N M Rothschild & Sons en 1811. En 1818, organizó un préstamo de 5 millones de libras esterlinas (equivalente a 370 millones de libras esterlinas en 2020) al gobierno de Prusia, y la emisión de bonos para préstamos gubernamentales formó un pilar del negocio de su banco. Obtuvo una posición de tal poder en la City de Londres que, entre 1825 y 1826, pudo suministrar suficientes monedas al Banco de Inglaterra para permitirle evitar una crisis de liquidez del mercado.

### Crecimiento y revolución industrial
Las empresas de banca familiar Rothschild fueron pioneras en el apoyo a los sistemas ferroviarios en todo el mundo. Igualmente, la familia estuvo directamente involucrada en la independencia de Brasil de Portugal a principios del siglo XIX. Tras un acuerdo, el gobierno brasileño debería pagar una compensación de dos millones de libras esterlinas al Reino de Portugal para aceptar la independencia del Imperio de Brasil.
La familia financió a Cecil Rhodes en la creación de la colonia africana de Rodesia. Desde finales de la década de 1880 en adelante, la familia asumió el control de la empresa minera Rio Tinto. El gobierno japonés se acercó a las familias de Londres y París para obtener fondos durante la Guerra Ruso-Japonesa. La emisión del consorcio de Londres de bonos de guerra japoneses totalizaría £ 11,5 millones (al tipo de cambio de 1907; £ 1,03 mil millones en términos de moneda de 2012).

### Cambios en las fortunas
Los Rothschild napolitanos fueron la primera rama de la familia en declinar cuando, en el contexto de la guerra de unificación italiana, Giuseppe Garibaldi capturó Nápoles el 7 de septiembre de 1860, estableciendo un gobierno italiano provisional. Debido a las estrechas conexiones políticas de la familia con Austria y Francia, Adolphe Carl von Rothschild hubo de exiliarse en Gaeta con el último rey napolitano, Francisco II de las Dos Sicilias. Sin embargo, las sucursales de Rothschild en Londres, París y Viena no estaban preparadas ni dispuestas a apoyar económicamente al rey depuesto. Con la consiguiente unificación de Italia y la creciente tensión entre Adolph y el resto de la familia, la casa de Nápoles cerró en 1863 después de cuarenta y dos años en el negocio.
En 1901, la sucursal alemana cerró sus puertas después de más de un siglo en el negocio tras la muerte de Wilhelm Rothschild sin herederos varones. No fue hasta 1989 que la familia regresó, cuando N. M. Rothschild & Sons, la sucursal británica, más Bank Rothschild AG, la sucursal suiza, establecieron una oficina bancaria representativa en Fráncfort. El surgimiento de la Alemania nazi en la década de 1930 condujo a una situación precaria para los Rothschild austríacos bajo la Anexión de Austria en 1937 cuando la familia fue presionada para vender sus operaciones bancarias a una fracción de su valor real. Mientras que otros Rothschild habían escapado de los nazis, Louis Rothschild fue encarcelado durante un año y solo fue liberado después de que su familia pagó un rescate sustancial. Después de que se le permitió a Louis salir del país en marzo de 1939, los nazis colocaron la empresa S M von Rothschild bajo administración obligatoria. Los oficiales nazis y el personal superior de los museos austriacos también vaciaron las propiedades de la familia Rothschild de todos sus objetos de valor. Después de la guerra, los Rothschild austríacos no pudieron recuperar gran parte de sus antiguos activos y propiedades. Más tarde, la caída de Francia durante la Segunda Guerra Mundial llevó a la incautación de la propiedad de los Rothschild franceses bajo ocupación alemana. A pesar de que se les devolvió su banco al final de la guerra, los Rothschild franceses quedaron impotentes en 1982 cuando la empresa familiar fue nacionalizada por el gobierno socialista del recién elegido presidente François Mitterrand.
A principios del siglo XX, la introducción de sistemas tributarios nacionales puso fin a la política de los Rothschild de operar con un solo conjunto de registros de cuentas comerciales, lo que resultó en que las distintas sucursales tomaran gradualmente sus propios caminos separados como bancos independientes. El sistema de los cinco hermanos y sus hijos sucesores casi desaparecería en la Primera Guerra Mundial.

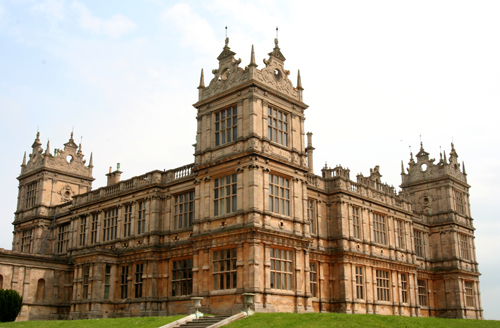
Torres Mentmore, Buckinghamshire, Inglaterra.

En la década de 1850 mandaron erigir enormes y fastuosas construcciones, como las Torres Mentmore en Inglaterra y el Castillo de Ferrières en Francia, las primeras de muchas otras a realizar en toda Europa. Todas estaban completamente decoradas con obras de arte. En Burdeos adquirieron los viñedos de Mouton y Lafite, y establecieron fundaciones de beneficencia.

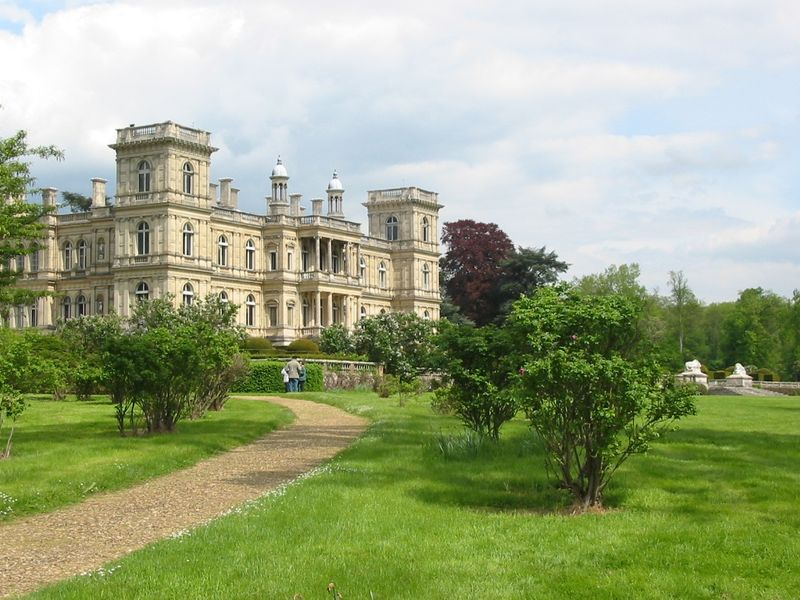
Castillo de Ferrières, Ferrières-en-Brie, Francia.

No obstante, la familia se vio atrapada en la tormenta política de mediados del siglo XIX. El año de las revoluciones, 1848, los dejó en gran medida indiferentes, pero la unificación del Reino de Italia en 1861 provocó el cierre de su banco en Nápoles. Mientras tanto, el negocio de las emisiones de bonos creció y se propagó. La rápida y decisiva acción de Lionel de Rothschild en 1875 permitió al Gobierno británico adquirir una importante participación en el Canal de Suez.
Con la muerte del barón James en 1868, la primera generación de banqueros Rothschild llegó a su fin. A pesar de la identificación creciente con los países en los que vivían —Inglaterra, Francia, Alemania y Austria—, los vínculos familiares de los Rothschild se mantuvieron firmes, fortalecidos por la asociación de acuerdos vinculantes. El ritmo creciente de la industrialización en Europa trajo nuevos desafíos para los Rothschild. Los franceses tomaron gran interés en la explotación minera de metales básicos, particularmente cobre y níquel, y en Inglaterra los Rothschild respaldaron un nuevo emprendimiento, The Exploration Company (La Compañía de Exploración), para buscar fuentes de minerales alrededor del mundo.
Con la financiación para la creación de De Beers en 1887, los Rothschild también invirtieron en la explotación minera de piedras preciosas en África y en la India. También durante un tiempo, junto con los Nobel, que estaban en la vanguardia del desarrollo de campos petroleros en Bakú y en Batum en el suroeste de Rusia, se involucraron en la industria del petróleo.
Más allá de los intereses empresariales, la familia creció. En 1895, Edmond de Rothschild, hijo menor del barón James, visitó por primera vez Palestina otomana. En los siguientes años apoyó la fundación de una serie de colonias judías. Su interés por el desarrollo del país continuó hasta su muerte en 1934. En Inglaterra, Walter, hijo del primer lord Rothschild (el primer par judío, otorgado en 1885), comenzó su interés por la zoología, creando una de las más grandes colecciones de ejemplares del mundo; mientras que su primo Henri fue un destacado experto en nutrición infantil en Francia.
En 1901, sin heredero varón para continuar, la rama de Fráncfort cerró sus puertas. Después de más de un siglo, los Rothschild cortaron sus vínculos comerciales con su ciudad de origen. No fue sino hasta 1989 que regresaron.
Después de la Primera Guerra Mundial, los bancos de negocios cedieron su lugar tradicional de obtención de financiación para gobiernos a las nuevas instituciones de financiación internacional. Los bancos Rothschild se reencauzaron lentamente hacia la obtención de financiación para empresas comerciales e industriales.
En 1919, en una nueva página en la larga historia de participación Rothschild con el oro, N. M. Rothschild & Sons asumió el papel de banca permanente para la regulación del precio mundial de oro.
La crisis financiera mundial de 1929 trajo problemas no menos importantes en Austria, donde Louis Nathaniel de Rothschild realizó un poderoso esfuerzo para apuntalar el Creditanstalt, el mayor banco de Austria, para evitar el colapso. En 1938 los intereses austriacos de los Rothschild fueron expropiados por el Gobierno nacionalsocialista, poniendo fin a más de un siglo de control bancario de la familia judía en Europa central. En Francia y Austria, la familia se dispersó durante la duración de la guerra.
La recuperación en Europa de la posguerra fue lenta. Después de la Segunda Guerra Mundial, muchas de las mansiones y colecciones pasaron a manos del sector público en algunos casos, y, en otros, los bienes fueron incautados. Los negocios se centraron entonces en Londres, y la sede en París tenía que ser restaurada.
En la década de 1960 comenzó la recuperación y exploraron nuevas vías. En conjunto, los bancos británicos y franceses se comprometieron a seguir desarrollando su funcionamiento en los Estados Unidos, lo que con el tiempo llegó a ser Rothschild Inc. En Londres, N M Rothschild & Sons tuvo un papel anticipado en los nuevos mercados de eurobonos.
En 1963, Edmond James de Rothschild creó la Compagnie Financière Edmond de Rothschild con sede en Suiza. Su inicio como casa de capital de riesgo, no demoró en expandirse como banco de inversión y corporación de gestión de activos.
En 1981, la Casa Rothschild en París fue nacionalizada por el Gobierno socialista del primer ministro Pierre Mauroy, bajo la presidencia de François Mitterrand. Pero, en 1983, David de Rothschild creó el banco sucesor Rothschild & Cie, manteniendo su posición como casa de inversión líder.
La década de 1980 dio a luz al fenómeno internacional de las privatizaciones, en el que los Rothschild participaron desde un principio en más de treinta países en todo el mundo.
Hoy las oficinas de la Casa Rothschild se expanden en más de cuarenta países alrededor del mundo.

## Los hermanos Rothschild
Mayer Amschel Rothschild aseguró la expansión de su empresa a través de sus hijos, quienes se instalaron en cinco de las más importantes ciudades de Europa de aquel entonces. Todos ellos se dedicaron al mismo negocio que su padre. Mientras Amschel Mayer permaneció en la casa matriz en Fráncfort, sus hermanos abrieron sucursales en Viena, Londres, París y Nápoles.
Amschel Mayer Rothschild (1773-1855). Fue el hijo mayor de Mayer. Tras la muerte de su padre, se hizo cargo de la empresa en Fráncfort y se convirtió en líder de la familia. Fráncfort siguió siendo el principal centro de reunión de la familia.
Salomon Mayer Rothschild (1774-1855). Fue el fundador de la rama austriaca de los Rothschild en Viena. El primer éxito comercial lo logró en 1815. Estableció un banco en la década de 1820; desde entonces, fue uno de los principales financiadores del régimen de Metternich y, por lo tanto, del conjunto de la Confederación Germánica. A Salomon no se le permitió inicialmente comprar tierras, pero en 1822 fue elevado, junto a sus hermanos, a la nobleza por el emperador de Austria merced a sus servicios, convirtiéndose en uno de los mayores terratenientes del país. En 1835 se le otorgó la concesión para la construcción del Ferrocarril del Norte, y creó la industria Metalúrgica Vítkovice.
Nathan Mayer Rothschild (1777-1836). Entre 1790 y 1800 abrió una empresa textil en Mánchester. En 1806 comenzó a negociar en la Bolsa de Londres. En 1811 abrió el banco N. M. Rothschild & Sons, activo en la actualidad. Invirtió en la Compañía Británica de las Indias Orientales. Durante las guerras napoleónicas se comprometió a la transferencia de fondos para apoyar al duque de Wellington durante la campaña en Portugal y España contra Napoleón. En 1818 organizó un préstamo de cinco millones de libras al Gobierno de Prusia.
Carl Mayer von Rothschild (1788-1855). Se trasladó a Nápoles en 1821, donde gerenció las finanzas de los soldados austríacos. Fundó una institución bancaria que existiría hasta 1863.
James Mayer de Rothschild (1792-1868). Fue el más joven de los cinco hermanos. En 1812 se trasladó a París, donde fundó la institución bancaria Rothschild Frères. Se convirtió en uno de financiadores más importante de Francia y se desempeñó como asesor de los reyes franceses. Financió la construcción de ferrocarriles y minas, y ayudó a Francia a superar la crisis tras la derrota en la guerra franco-prusiana.

## Rama de Inglaterra

Escudo de los primeros Baronet Rothschild.

La familia de banqueros Rothschild de Inglaterra fue fundada en 1798 por Nathan Mayer Rothschild —el tercero de los hijos de Mayer Amschel Rothschild—, asentándose primero en Mánchester y estableciendo una empresa textil, para luego trasladarse a Londres y fundar el banco N. M. Rothschild & Sons.
Durante la primera parte del siglo XIX, se fueron de los Estados Unidos, y el banco de los Rothschild en Londres tomó una parte fundamental en la gestión y la financiación de subsidios que el Gobierno británico solicitó para transferir a sus aliados durante las guerras napoleónicas. A través de la creación de una red de agentes, mensajeros y transportistas, el banco fue capaz de proporcionar fondos a los ejércitos del duque de Wellington en Portugal y España.
El hijo mayor de Nathan Mayer, Lionel de Rothschild, le sucedió en la dirección del banco en Londres. Bajo su dirección, en 1875, el Banco Rothschild financió al Gobierno británico para la compra de acciones del canal de Suez a Egipto. Lionel también comenzó a invertir en la construcción de ferrocarriles, emulando lo que su tío James había estado haciendo en Francia. En 1869, el hijo de Lionel, Alfred de Rothschild, se convirtió en el director del Banco de Inglaterra, cargo que ocupó durante veinte años, y representó al Gobierno británico en 1892 en la Conferencia Monetaria Internacional, en Bruselas.
El banco Rothschild financió a Cecil Rhodes en el desarrollo de la British South Africa Company. Leopold de Rothschild administró los bienes de Rhodes después de su muerte en 1902 y contribuyó a la creación de la beca Rhodes de la Universidad de Oxford. En 1873, De Rothschild Frères de Francia y NM Rothschild & Sons de Londres se unieron a otros inversionistas para adquirir del Gobierno español las minas de cobre de Río Tinto, que para ese entonces eran deficitarias, y crear la Rio Tinto Company Limited. Los nuevos propietarios reestructuraron y convirtieron la empresa en un negocio rentable. En 1905, la participación de los Rothschild en Río Tinto ascendía a más de un treinta por ciento. En 1887, las casas Rothschild de Francia e Inglaterra prestaron dinero a la banca, para invertir en las minas de diamantes De Beers en Sudáfrica, convirtiéndose en sus principales accionistas.
La sede bancaria de Londres continuó bajo la dirección de Lionel Nathan Rothschild y su hermano Anthony Gustav de Rothschild, y luego sir Evelyn de Rothschild. En 2003, tras el retiro de sir Evelyn como cabeza de N M Rothschild & Sons de Londres, las entidades financieras inglesas y francesas se unieron bajo el liderazgo de David René de Rothschild.

## Rama de Francia
Hay dos ramas de la familia relacionadas con Francia.
El primero fue James Mayer de Rothschild, quien estableció De Rothschild Frères en París. Tras las guerras napoleónicas, jugó un papel fundamental para la financiación de la construcción de los ferrocarriles y la minería, que ayudaron a hacer de Francia una potencia industrial. Los hijos de James, Gustave de Rothschild y Alphonse James de Rothschild, continuaron con la tradición bancaria y fueron garantes de la compensación de los cinco mil millones requeridos por el ejército de ocupación prusiano a causa la guerra franco-prusiana de 1870-71.
En 1980, las actividades de París ocupaban unas dos mil personas y tuvo ventas anuales de veintiséis millones de francos (cinco millones de dólares estadounidenses en los tipos de cambio de la época). Fue entonces cuando la actividad de la Casa Rothschild de París sufrió un duro golpe en 1982, cuando el Gobierno socialista de François Mitterrand lo nacionalizó y renombró como Compagnie Européenne de Banque. El barón David de Rothschild decidió quedarse y reconstruir para crear un nuevo banco: Rothschild & Cie Banque, con tan solo tres empleados y un millón de dólares de capital. Hoy en día, las operaciones de París cuentan con veintidós socios y representan una parte significativa del negocio global. Las sucesivas generaciones de la familia Rothschild de París se mantuvieron involucradas en el negocio familiar, convirtiéndose en una fuerza importante en la banca de inversión internacional.
El otro hijo de James Mayer de Rothschild, Edmond James de Rothschild, estuvo muy involucrado en la filantropía y las artes, y fue un gran defensor del sionismo. Su nieto, el barón Edmond Adolphe de Rothschild, fundó en 1953 el Grupo LCF Rothschild, un banco privado del que desde 1997 es presidente el barón Benjamin de Rothschild. En 2008, el grupo tenía cien mil millones de euros en negocios y posee propiedades vitivinícolas en Francia (Château Clarke, Château des Laurets), Australia y Sudáfrica. En 1961, Adolphe Edmond de Rothschild compró la empresa Club Med, después de haber visitado un centro turístico y disfrutado de su estancia. Su participación en el Club Med fue vendido en 1990. En 1973, compró el Bank of California, del que vendió su participación en 1984.
La segunda rama de Francia fue fundada por Nathaniel de Rothschild. Nacido en Londres, fue el cuarto hijo del fundador de la rama inglesa de la familia, Nathan Mayer Rothschild. En 1850, Nathaniel Rothschild se trasladó a París, supuestamente para trabajar con su tío James Mayer Rothschild. Sin embargo, en 1853 adquirió el château Brane-Mouton, un viñedo en Pauillac en el departamento de la Gironda. Nathaniel Rothschild cambió el nombre para Château Mouton Rothschild, que se convertiría en una de las mejores y más conocidas marcas del mundo.[cita requerida] En 1868, el tío de Nathaniel, James Mayer de Rothschild, adquirió los viñedos vecinos del château Lafite Rothschild.
La rama francesa apoyó en el esfuerzo de la guerra franco-prusiana, y algunos de sus miembros lucharon en la Primera y en la Segunda Guerra Mundial. Guy de Rothschild recibió la Croix de guerre 1939-1945. La familia también debió lidiar con el constante y creciente antisemitismo. Todos sus bienes fueron confiscados por el régimen de Vichy y la ocupación alemana, su colección de arte fue saqueada. El banco reinició sus actividades tras la Liberación.
Los Rothschild franceses también tienen una importante presencia en el país sudamericano de Uruguay a través de la familia Helguera von Rothschild-Haverkate, que desde los años 1960 (tras la llegada del francosuizo Louis Ralph Helguera von Rothschild-Haverkate) ha adquirido y desarrollado muchas empresas comerciales,empresas filantrópicas, propiedades comerciales y residenciales. Su influencia en la arquitectura y las artes se puede apreciar en todo Uruguay.[cita requerida]

## Rama austríaca
En la década de 1820, Salomon Mayer Rothschild estableció un banco en Viena, capital del Imperio austríaco. En ese entonces, la rama austriaca de los Rothschild poseía enorme riqueza y posición. Tras los problemas causados por la crisis de 1929, el barón Louis von Rothschild intentó apuntalar el Creditanstalt, el mayor banco de Austria, para evitar su colapso. Tras la anexión de Austria a la Alemania nacionalsocialista, fueron obligados a vender su propio banco a un precio muy por debajo de su valor real y, posteriormente, debieron huir del país.
Los palacios Rothschild, una colección de grandes palacios propiedad de la familia construidos en Viena, fueron confiscados, saqueados y destruidos por los nacionalsocialistas en 1938.[cita requerida] Los palacios eran famosos por su gran tamaño y elegancia, así como también por sus enormes colecciones de pinturas, muebles, libros, armaduras, tapices y estatuas (algunas de las cuales fueron devueltas a los Rothschild por el Gobierno austriaco en 1999). Todos los miembros de esta rama de la familia lograron escapar del Holocausto, y algunos de ellos se trasladaron a los Estados Unidos, para poder regresar a Europa una vez terminada la guerra. En 1999, el Gobierno de Austria acordó devolver a la familia Rothschild unas 250 obras de arte saqueadas y colocadas en los museos estatales tras la guerra, ya sea en el Kunsthistorisches Museum (KHM) o en la Galería Austriaca del Palacio Belvedere.

## Rama de Nápoles

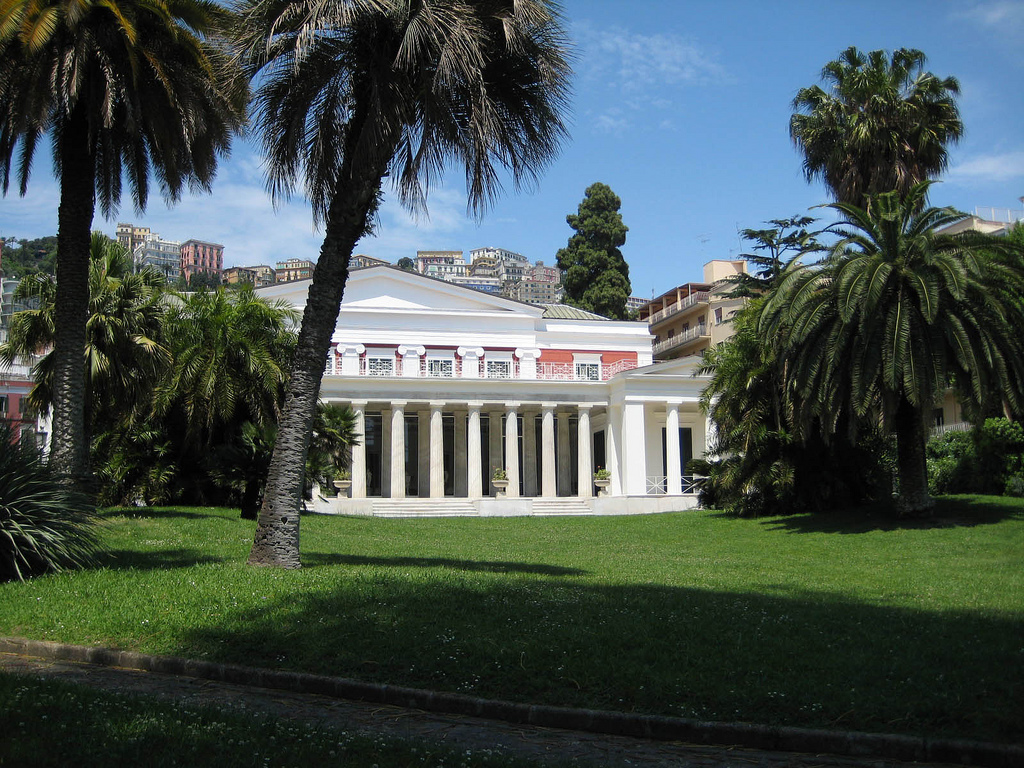
Villa Pignatelli, Nápoles, con vista al monte Vesubio.

El banco CM de Rothschild & Figli organizó préstamos sustanciales a los Estados Pontificios y de varios Reyes de Nápoles, más el Ducado de Parma y el Gran Ducado de Toscana. Sin embargo, en la década de 1830, Nápoles siguió a España con un cambio gradual de las emisiones de bonos convencionales, que comenzaron a afectar el crecimiento del banco y su rentabilidad. La unificación de Italia en 1861, con la consiguiente disminución de la aristocracia italiana, que habían sido los principales clientes de los Rothschild, finalmente provocó el cierre de su banco de Nápoles, debido a la disminución de las previsiones para la sostenibilidad del negocio a largo plazo. Sin embargo, en el siglo XIX, la familia Rothschild de Nápoles construyó estrechas relaciones con el Banco del Vaticano, y la asociación entre la familia y el Vaticano continuó en el siglo XX. En 1832, cuando el papa Gregorio XVI se entrevistó con Carl Mayer von Rothschild, los observadores se sorprendieron de que los Rothschild no estaban obligados a besar los pies del Papa, como se requiere a todos los demás visitantes del Papa, entre ellos los monarcas.

Los Rothschild... son los guardianes del tesoro papal.
Enciclopedia judía, 1901-1906, vol. 2, p. 497

## La casa bancaria Rothschild en la actualidad
Desde finales del siglo XIX, los integrantes de la familia Rothschild han tenido un perfil público discreto,[cita requerida] realizando donaciones de sus famosas haciendas, así como de gran cantidad de colecciones de arte; han realizado numerosas obras de caridad. Hoy en día los negocios de los Rothschild están en una escala menor de lo que fueron durante el siglo XIX, aunque siguen siendo un grupo bancario de importancia. Entre los motivos de esa decadencia, se encuentran las pérdidas que la empresa sufrió en Europa durante el período nacionalsocialista y el auge de la competencia. A pesar de eso, sus actividades abarcan una amplia gama, entre las que se incluyen la banca, la gestión de activos, asesoramiento financiero, bodegas y organizaciones benéficas.

### The Rothschild Group
En 2003, las empresas inglesas y francesas de la familia se fusionaron en The Rothschild Group, bajo la dirección del barón David René de Rothschild. En la actualidad, el holding francés Paris Orléans posee el cien por ciento de las acciones. Este, a su vez, está controlado por Rothschild Concordia SAS. Paris Orléans cotiza en Euronext Paris y es la empresa emblemática del grupo bancario, que cuenta con más de dos mil empleados. Entre los administradores de la compañía se incluyen a Eric de Rothschild, Robert de Rothschild y el conde Philippe de Nicolay.
Rothschild & Cie Banque controla los negocios de la banca Rothschild en Francia y Europa continental, mientras que Rothschild Continuation Holdings AG controla una serie de bancos de los Rothschild en otros lugares, incluyendo N M Rothschild & Sons de Londres. En 2005, el veinte por ciento de Rothschild Continuation Holdings AG fue vendida a Jardine Strategic, filial de Jardine, Matheson & Co. de Hong Kong.
En noviembre de 2008, Rabobank Group —el principal banco de inversión privado en los Países Bajos— adquirió el 7,5% de Rothschild Continuation Holdings AG. Rabobank y Rothschild entraron en un acuerdo de cooperación en materia de fusiones y adquisiciones (M & A) de asesoramiento y equidad de mercado de capitales para el asesoramiento en los sectores de la alimentación y la agroindustria, que tiene por objeto el ingreso del Rothschild Continuation Holdings AG a un conjunto más amplio de capitales, ampliando su presencia en los mercados de Asia Oriental.
La banca de inversión N M Rothschild & Sons, con sede en Inglaterra, hace la mayoría de sus operaciones como un asesor de fusiones y adquisiciones. En 2004, el banco de inversión se retiró del mercado del oro, una mercancía con la que los banqueros Rothschild operaron durante dos siglos. En 2006 ocupó el segundo lugar en el Reino Unido con ofertas por un total de 104,9 mil millones dólares. Ese mismo año, registró un beneficio anual, antes de impuestos, de 83,2 millones de libras esterlinas, con un capital de 5500 millones de la misma moneda.

#### Edmond de Rothschild Group
En 1953, un miembro de la familia suiza, el barón Edmond Adolphe de Rothschild (1926-1997), fundó el LCF Rothschild Group (ahora Edmond de Rothschild Group), con sede en Ginebra y 100 000 millones de euros en activos, que hoy se extiende a quince países del mundo. Aunque este grupo es principalmente una entidad financiera especializada en la gestión de activos y banca privada, sus actividades abarcan también la agricultura mixta, hoteles de lujo, y las regatas. El comité de Edmond de Rothschild Group está actualmente presidido por la baronesa Ariane de Rothschild, desde que su marido, el barón Benjamin de Rothschild, hijo de Edmond Adolphe, falleciera en 2021.
Edmond de Rothschild Group incluye las siguientes empresas:
- Banque Privée Edmond de Rothschild: banca privada suiza.
- Compagnie Financière Edmond de Rothschild: banco privado francés.
- La Compagnie Benjamin de Rothschild.
- Cogifrance: inmuebles.
- Compagnie Vinicole Baron Edmond de Rothschild: empresa de elaboración de vinos.

## Identidad judía: laHagadáRothschild

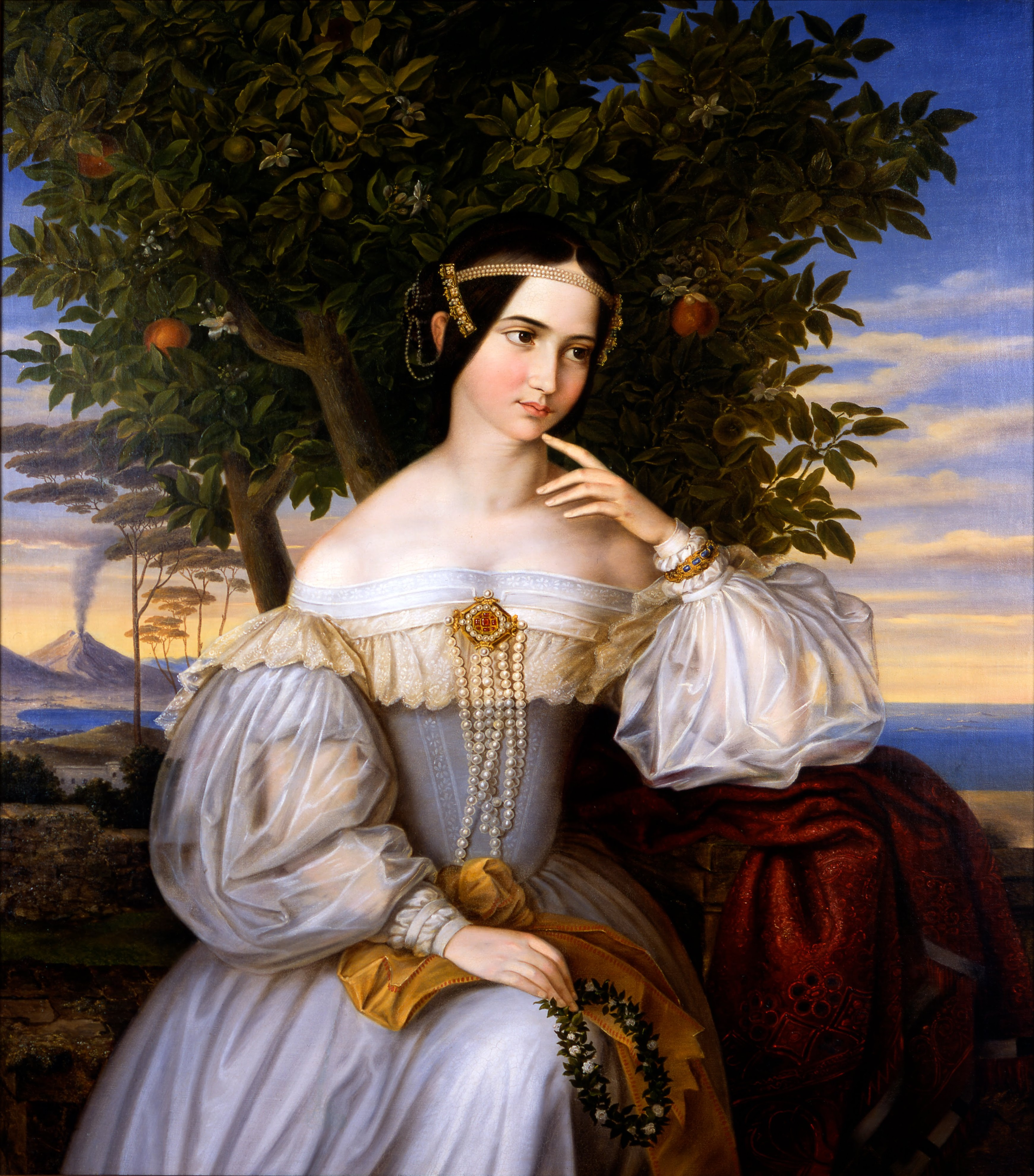
Oppenheim, Retrato de Charlotte de Rothschild, óleo, 1836. Museo de Israel, Jerusalén.

La Hagadá Rothschild es un manuscrito hebreo miniado de cien páginas, desarrollado en Fráncfort en 1842. Su texto fue realizado por Eliezer Sussman Mezeritsch y las iluminaciones fueron llevadas a cabo por Charlotte de Rothschild (1807-1859), la primera mujer en la historia del arte que produjo un manuscrito hebreo iluminado por ella misma. Además del texto hebreo, la Hagadá Rothschild contiene una traducción en alemán. La Hagadá en cuestión fue creada por la artista para su tío Amschel Mayer Rothschild en ocasión de su septuagésimo cumpleaños. Charlotte de Rothschild se inspiró en obras del acervo judío y cristiano, que incluyen manuscritos miniados del Medioevo; el ciclo de frescos bíblicos realizado por Rafael Sanzio en las logias del Palacio Apostólico Vaticano; y los grabados publicados en la Hagadá de Ámsterdam en 1695. Charlotte Rothschild dejó sus iniciales solo en una imagen de la Hagadá: en una escena de estilo orientalista que presenta la celebración del Séder de Pésaj, precisamente sobre el respaldo de una silla que puede verse sobre la derecha de dicha escena. Existió además un contacto estrecho y de colaboración entre Charlotte Rothschild y el artista hebreo Moritz Daniel Oppenheim (1800-1882), quien realizó su retrato de casamiento, la introdujo en el arte de la pintura siendo su verdadero maestro y en sus memorias recordó haber realizado algunos bocetos para ella. La Hagadá Rothschild forma parte de la Colección Braginsky y es preservada en Zúrich.

## Interés por el sionismo
Los Rothschild fueron partidarios y activos colaboradores de la creación del Estado de Israel. En 1917, Lionel Walter Rothschild, segundo barón Rothschild, fue el destinatario de la Declaración de Balfour a la Federación Sionista, que comprometió al gobierno británico para el establecimiento en el mandato británico de Palestina de un hogar nacional para el pueblo judío.
Tras la muerte de James de Rothschild en 1868, Alphonse Rothschild, su hijo mayor, se hizo cargo de la administración del banco de la familia y fue el más activo en el apoyo a Eretz Israel. Durante la década de 1870, la familia Rothschild contribuyó con cerca de 500 000 francos por año a la Alianza Israelita Universal.
El barón Edmond James de Rothschild, el más joven de los hijos de James de Rothschild, fue un gran benefactor y patrocinó la creación de la primera colonia en Eretz Israel en Rishon LeZion en 1882. También compró a los terratenientes otomanos otros terrenos que ahora constituyen el Estado de Israel. En 1924, fundó la Asociación de Colonización Judía, que adquirió más de 22,36 km² de tierras y creó proyectos empresariales.
Tel Aviv tiene un sendero, el Boulevard Rothschild, que lleva su nombre así como diversas localidades en todo Israel, como el Edmond de Rothschild Park en Boulogne-Billancourt, Metula, Zikhron Ya'aqov, Rishon LeZion y Rosh Pina.
Los Rothschild también jugaron un papel importante en la financiación de algunas de las infraestructuras gubernamentales de Israel. James Armand de Rothschild financió el edificio de la Knesset como donación al Estado de Israel, y el edificio del Tribunal Supremo de Israel fue donado por Dorothy de Rothschild. Fuera de la cámara presidencial se exhibe la carta que la señora Rothschild escribió a quien fuera primer ministro de Israel en ese momento, Shimon Peres, expresando su intención de donar un nuevo edificio para la Corte Suprema.

## Teorías de la conspiración

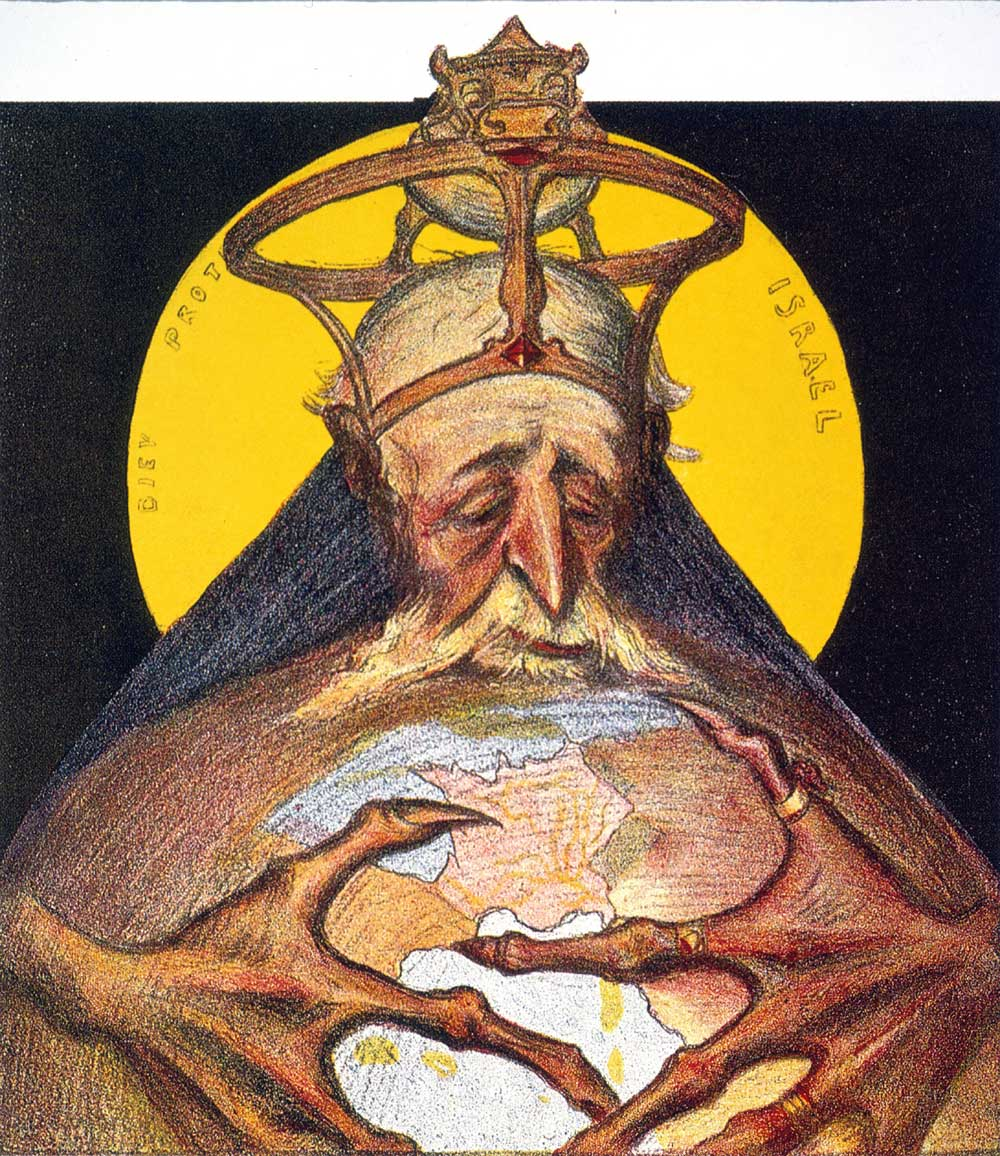
Caricatura francesa representando a los judíos conquistando el mundo. La familia de banqueros Rothschild está representada como un demonio que abraza el mundo. (Ilustración de Charles Lucien Léandre para la portada de Le Rire, 16 de abril de 1898).

Durante más de dos siglos, la familia Rothschild ha sido frecuentemente objeto de diversas teorías conspirativas, como afirmar que la familia controla la riqueza y las instituciones financieras del mundo o que alentaron guerras. Al discutir este y otros puntos de vista similares, el historiador Niall Ferguson escribió:

Sin guerras, los estados del siglo XIX tendrían poca necesidad de emitir bonos. Sin embargo, como hemos visto, las guerras tienden a alcanzar el precio de los bonos existentes al aumentar el riesgo de que un estado deudor no cumpla con sus pagos de intereses en caso de derrota y pérdida de territorio. A mediados del siglo XIX, los Rothschild habían evolucionado de comerciantes a gestores de fondos, atendiendo cuidadosamente a su amplia cartera de bonos gubernamentales. Ahora que habían hecho su dinero, podían perder más de lo que ganaban en los conflictos. [...] Los Rothschild habían decidido el resultado de las Guerras Napoleónicas poniendo su peso financiero detrás de Gran Bretaña. Ahora se sentarían [...] al margen.

Muchas teorías de conspiración sobre la familia Rothschild surgen del antisemitismo. Según Steven T. Katz:

Existen alegatos antisemitas de una gran conspiración de judíos que replican estructuralmente los Protocolos sin mencionar el documento falso. Otra forma en que las teorías de conspiración intentan evitar la etiqueta de antisemita es argumentar que existe una gran conspiración por parte de la «familia Rothschild» o los «Khazars» o alguna otra entidad ...